# Quo Live!
Singles de Status Quo
Down Down
(1975) Rain
(1976)
Quo Live! est un Ep enregistré en public du groupe anglais Status Quo.

## Historique
Quo Live!, à ne pas confondre avec l'album Live! du même groupe, a été enregistré pour fêter le 13e anniversaire du groupe Status Quo. Enregistré lors de deux concerts de la tournée britannique du groupe, le 1er mars 1975 à Southend et le 2 mars à Stoke-on-Trent, il fut le premier Ep, en 12 ans, à être classé dans les charts britanniques où il atteint la 9e place.
 Le centre de chaque copie était spécialement formé pour accueillir le dessin de la pochette de l'album Quo appelé "Four Heads".

## Liste des titres
- Face A

1. Roll Over Lay Down (Francis Rossi / Robert Young / Alan Lancaster / Rick Parfitt / John Coghlan) - 5:40

- Face B

1. Gerdundula (Manston / James) - 2:45
2. Junior's Wailing (White / Pugh) - 3:50

## Musiciens
- Francis Rossi : chant, guitare.
- Rick Parfitt : guitare, chant.
- Alan Lancaster : basse, chant.
- John Coghlan : batterie, percussions.